# Werner Stöckl

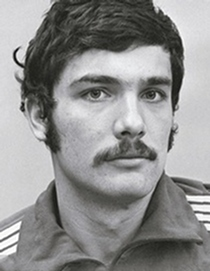
Werner Stöckl in den 70er Jahren

Werner Stöckl (* 28. Juni 1952 in Reșița) ist ein ehemaliger rumänischer Handballspieler aus der deutschsprachigen Minderheit der Banater Schwaben.

## Leben
Stöckl besuchte das Sportgymnasium und wechselte anschließend Anfang 1969 zum Arbeitersportklub Reschitza in die zweite Liga und im selben Jahr nach Steaua Bukarest. Mit Steaua Bukarest wurde er 1970 erstmals rumänischer Meister. Es folgten zehn weitere Meistertitel. Im Jahr 1971 bestritt er sein erstes Länderspiel und holte 1972 mit der Mannschaft bei den Olympischen Spielen in München eine Bronzemedaille. 1974 gewann er bei der Handball-Weltmeisterschaft in Ost-Berlin mit dem Team den WM-Titel und zwei Jahre später bei den Olympischen Spielen in Montreal eine Silbermedaille.
Im selben Jahr beendete er auch sein Sportstudium in Bukarest. 1977 gewann er den Europapokal der Landesmeister. Stöckl spielte insgesamt 177-mal für Rumänien und verließ 1980 die Nationalmannschaft. 1981 wechselt Stöckl nach Carpati Mirsa und stieg ein Jahr später mit der Mannschaft in die erste Liga auf. 1984 verließ er den Verein. Mit seiner Frau zog er 1987 nach Westdeutschland. Dort arbeitet er seitdem als Sporttherapeut. Zwischenzeitlich spielte er in der Saison 1988/89 ein Jahr für den TuS Hofweier in der Bundesliga und danach ein halbes Jahr beim TSV 1896 Rintheim. Mit dem Verein stieg er ab in die Regionalliga. Als Trainer führte er den Verein wieder in die zweite Bundesliga. Anschließend trainierte er noch den TuS Helmlingen und die SG Pforzheim/Eutingen.

## Ehrungen
- 1974: Maestru emerit al sportului (Hervorragender Meister des Sports)
- 2008: Ehrenbürger der Gemeinde Reșița (Rumänien)[4]
- 2009: Meritul Sportiv Cl. A II-a (Sportpreis Zweite Klasse)[5]